# Wei Zhongxian
Wei Zhongxian (ur. 1568, zm. 12 grudnia 1627) – chiński polityk, eunuch na dworze cesarskim, który za czasów dynastii Ming dzierżył przez trzy lata niepodzielną władzę.

## Życiorys
Pochodził z Suning w prowincji Hebei. Przeżywszy w biedzie dzieciństwo, dał się z własnej woli wykastrować i wstąpił do służby w pałacu cesarskim, gdzie przez 30 lat z wolna awansował. Początkowo był szefem służby pierwszej konkubiny cesarza Taichanga. Dzięki pośrednictwu opiekunki księcia Tianqi, damy Ke, wkupił się w łaski owego następcy tronu. Według nie do końca potwierdzonych informacji Wei i Ke mieli rozpieszczać księcia, stając się głównymi jego powiernikami i zausznikami, który w 1620 jako piętnastolatek został cesarzem Chin. Faktem jest, że oboje zostali wysoko awansowani natychmiast po wstąpieniu Tianqi na tron. Dzięki wpływom damy Ke, Wei został dyrektorem bardzo ważnego Ministerstwa Ceremoniału, które stało się centrum politycznym frakcji eunuchów na dworze (formalnie nie nadawał się na to stanowisko, gdyż podobno był analfabetą). Z powodu specyficznych zainteresowań nowego władcy, który wolał zajmować się stolarką zamiast rządzić państwem, Wei Zhongxian przejął rzeczywiste rządy. Wzrost wpływów eunuchów niepokoił urzędników cesarskich, którzy wielokrotnie występowali przeciwko ich korupcji i - jak to postrzegali - demoralizującym wpływom. Ataki na tę grupę zdarzały się jeszcze przed objęciem tronu przez Tianqi; w szczególności aktywni byli uczeni, którzy zgromadzili się wokół Akademii Donglin. Wei Zhongxiana i zgromadzona wokół niego klika była m.in. oskarżana o złe zarządzanie i sprzeniewierzenie funduszy przeznaczonych na budowę grobowców cesarzy Taichanga i Wanli. W lutym 1621 cenzor Wang Xinyi zaprotestował przeciwko zaszczytom przyznawanym eunuchowi i damie Ke i zażądał wygnania tej ostatniej z dworu, jako mającej zły wpływ na cesarza. Po krótkim wahaniu cesarz wziął jednak stronę Wei Zhongxiana i ukarał Wanga. Wei i Ke umocnili następnie swą pozycję urządzając latem 1621 czystkę w pałacu i mordując sprzyjającego akademikom Donglin eunucha Wang Ana. 
W 1624 roku eunuch nakłonił niedorozwiniętego pod względem umysłowym cesarza, by ten powierzył mu stanowisko współrządzącego, dzięki czemu mógł legitymizować swoją władzę, po czym stworzył gwardię pałacową składającą się z eunuchów i rozbudował siatkę donosicieli, którzy informowali go o posunięciach potencjalnych przeciwników. W znaczny sposób podwyższył obciążania podatkowe, dzięki czemu dochody państwowe i jego prywatne powiększyły się.
Skorumpowane i nepotyczne rządy wzbudzały czynne protesty grupy konfucjańskich reformatorów. Najważniejszym z nich był memoriał cenzora Yang Liana, w którym oskarżył on Wei Zhongxiana o praktyczne przejęcie władzy cesarskiej i dwadzieścia cztery ciężkie przestępstwa. Mimo że cesarz odrzucił oskarżenie, wielu innych urzędników poparło swoimi memoriałami stanowisko Yanga, nie bacząc na sygnały z dworu cesarskiego. Wei Zhongxian przystąpił do bezwzględnej rozprawy ze swoimi wrogami; w 1626 pozbawił kilkuset stanowisk, a wielu skazał na chłostę, tortury i śmierć. Yang i pięciu innych cenzorów W 1627 Tianqi zmarł, a nowy cesarz Chongzhen zdymisjonował Wei Zhongxiana, który w obliczu zagrożenia aresztowaniem i karą śmierci popełnił samobójstwo.